# Consomé

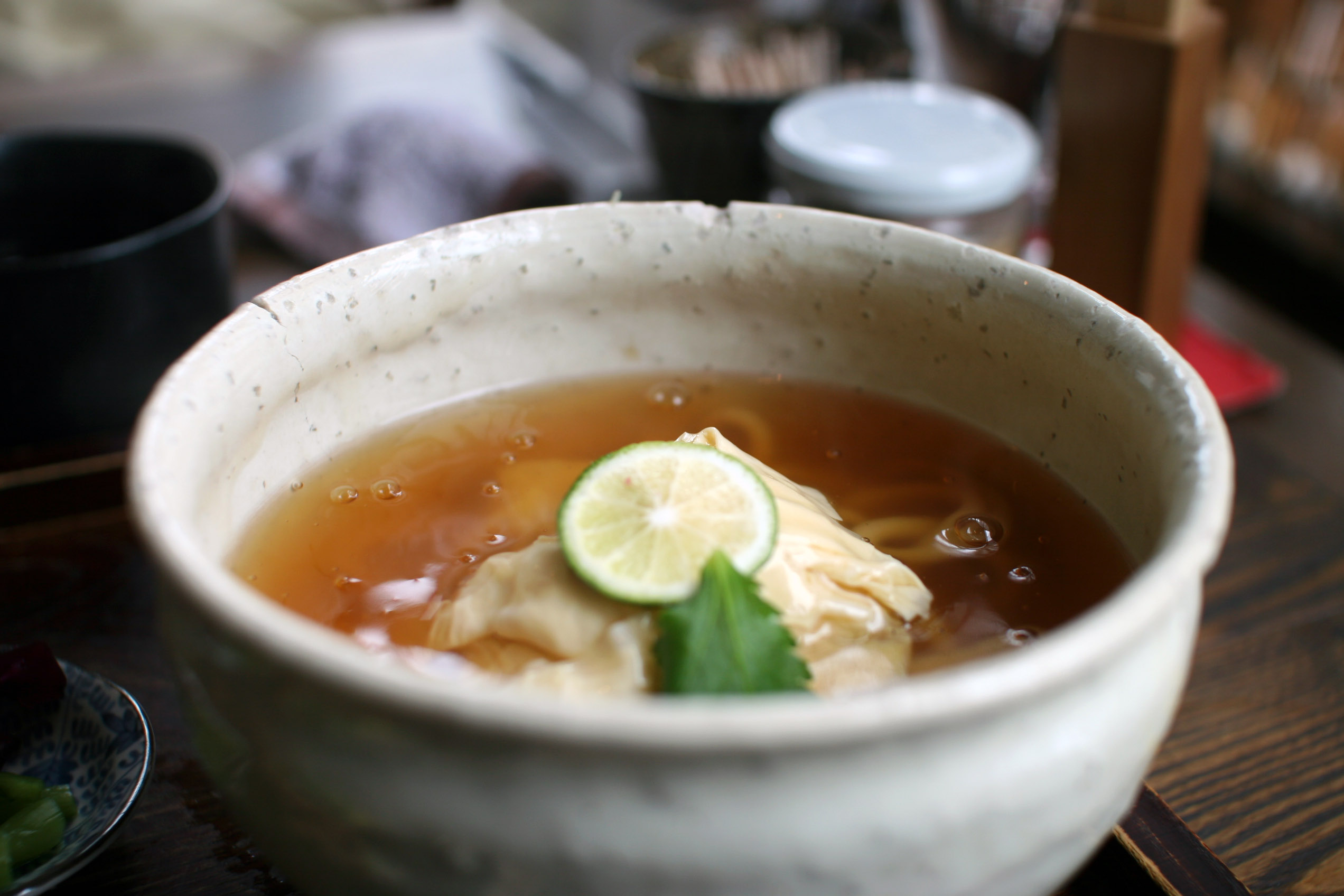
Consomé japonès - うどん - (Udon).

El consomé (del francès consommé, del verb consommer, consumir en català, significa «consumit, reduït») és un brou concentrat elaborat amb carns o amb peix (fumet). Per regla general se serveix calent al començament del menjar.

## Servir
Se serveix en una tassa de consomé (de doble nansa) sobre el plat de consomé i amb un plat trinxera. Es menja amb cullera sopera. Normalment primer es menja el consomé amb la cullera i quan en queda poc s'acaba de beure directament de la tassa. Al consomé calent se li sol abocar un rajolí de xerès per aromatitzar-lo, i fins i tot, de vegades, un rovell d'ou, i no es descarta l'ús de petits trossos de pa fregit (crostó).

## Característiques
Tècnicament un consomé és una bresa a la qual s'ha afegit un conjunt de carns perquè el seu sabor es concentri. Podem diferenciar dos tipus de consomés:
- Consomé simple. S'obté directament de la cocció. Se li afegeix algun fideu, o verdura tallada en juliana fina a l'hora de servir a taula. En cap cas couen aquests elements en el brou.
- Consomé doble. Es parteix d'un consomé simple aclarit i se li afegeixen alguns aliments per continuar la cocció.

Els consomés freds solen tenir una textura gelatinosa (similar a l'aspic) a causa de la coagulació de la proteïna present en el brou i, en general, solen ser més concentrats de gust que els que se serveixen calents.

## Història
Es considera un plat típic de la cuina francesa, encara que la recepta procedeix d'Espanya i va arribar a França quan va ser robada de la biblioteca del Monestir d'Alcàntara pel General Junot el 1807, durant la guerra del Francès. El nom donat per la cuina espanyola era de consumat.
Els francesos van poder, així, comprovar que el consumat s'assemblava al consomé: un brou concentrat de carn, emprat i apreciat a França des de feia més d'un segle. Una bona mostra de la fama que va tenir el consomé a França en el segle xvii és el poema Chanson à manger (Cançó per menjar) de Paul Scarron (1610-1660). Parlant del consomé: "si el cos es queda encantat, l'ànima ho està encara més".
La recepta i usos del consomé apareixen en el llibre de François Massialot El cuiner reial i burgès., publicat l'any 1705. El potatge consommez es fa coent els aliments. La carn que s'hi posa és de vedella, de xai i d'au. També s'hi posa en aigua aromatitzada amb ceba, xirivia, julivert i "herbes" i tot plegat cou durant sis hores en una olla ben tancada. Massialot recomanava el brou com a reconstituent per a les persones malaltes o poc robustes. Les carns es trinxaven i es menjaven amb pa, o s'aprofitaven per elaborar un ragoût.
El consomé figurava també en la primera edició del diccionari de l'Acadèmia Francesa de 1694, on el verb consomé té diverses accepcions: "consumar carn, que significa coure la carn fins que gairebé tot el suc, tota la substància, estigui en el brou". La paraula consomé té, també, la seva pròpia entrada amb la definició següent: "brou molt suculent d'una carn extremadament cuita. Un bon consomé, fer un consomé, prendre un consomé, només viu de consommez".
Al segle xviii el cuiner de la Casa Reial, Vincent La Chapelle, va cuinar per a la reina Maria Leszczynska, dona de Lluís XV de França, consomé à la Reine (consumat a la reina). I als primers anys del segle xix, tant Marie-Antoine Carême com Laguipierre, cuiner de Murat, empraven el consomé en moltes de les seves receptes de la mateixa manera que empraven brous, fons i fumets.